# بنای تجارت‌خانه
بنای تجارت خانه مربوط به دوره صفوی است و در دهدشت، بافت قدیم شهر، مجاور مسجد جامع واقع شده و این اثر در تاریخ ۷ مهر ۱۳۸۱ با شمارهٔ ثبت ۶۳۰۳ به‌عنوان یکی از آثار ملی ایران به ثبت رسیده است.